# Rajd Indonezji
Rajd Indonezji – rajd samochodowy rozgrywany w Indonezji. 
Rajd w latach 1994 i 1995 był rajdem kandydackim do Rajdowych Mistrzostw Świata i następnie w latach 1996 – 1997 rozgrywany jak eliminacji Rajdowych mistrzostw świata. W kolejnym roku rajd nie odbył się z powodu niepokojów społecznych w kraju. W swojej historii był często zaliczany do Rajdowych Mistrzostw Azji i Pacyfiku, i tak było też ostatnio. Rajd ten odbywa się głównie w Sumatrze Północnej, choć kilkakrotnie odbywał się także w Sumatrze Południowej  i Celebesie Południowym.

## Zwycięzcy[1]
| Rok  | Rajd                                            | Zwycięzca         | Pilot             | Samochód                   | Seria     |
| ---- | ----------------------------------------------- | ----------------- | ----------------- | -------------------------- | --------- |
| 1986 | 11th Rally Indonesia / Trans Sumatra Rally      | Beng Soeswanto    | Adiguna Sutowo    | Ford Laser TX3             |           |
| 1987 | 12th Rally Indonesia                            | John Bosch        | Kevin Gormley     | Audi Quattro               |           |
| 1988 | 13th Rally Indonesia                            | Beng Soeswanto    | Adiguna Sutowo    | Mitsubishi Lancer 1600 GSR |           |
| 1989 | 14th Rally Indonesia                            | Ross Dunkerton    | Mej Zainuddin     | Mitsubishi Galant VR-4     | APRC      |
| 1990 | 15th Rally Indonesia                            | Kenjiro Shinozuka | John Meadows      | Mitsubishi Galant VR-4     | APRC      |
| 1991 | 16th Bank Utama Rally Indonesia                 | Ross Dunkerton    | Fred Gocentas     | Mitsubishi Galant VR-4     | APRC      |
| 1992 | 17th Bentoel Rally Indonesia                    | Ross Dunkerton    | Fred Gocentas     | Mitsubishi Galant VR-4     | APRC      |
| 1993 | 18th Bentoel Rally Indonesia                    | Possum Bourne     | Rodger Freeth     | Subaru Legacy RS           | APRC      |
| 1994 | 19th Bentoel Rally Indonesia                    | Kenneth Eriksson  | Staffan Parmander | Mitsubishi Lancer Evo II   | APRC      |
| 1995 | 20th Bank Utama Rally Indonesia                 | Colin McRae       | Derek Ringer      | Subaru Impreza 555         | APRC      |
| 1996 | 21st Bank Utama Rally Indonesia                 | Carlos Sainz      | Luis Moya         | Ford Escort RS Cosworth    | WRC, APRC |
| 1997 | 22nd Rally Indonesia                            | Carlos Sainz      | Luis Moya         | Ford Escort WRC            | WRC, APRC |
| 2000 | 23rd Gudang Garam International Rally Indonesia | Karamjit Singh    | Allen Oh          | Proton PERT                |           |
| 2001 | 24th Gudang Garam International Rally Indonesia | Chandra Alim      | Prihatim Kasiman  | Mitsubishi Lancer Evo VI   |           |
| 2002 | 25th Gudang Garam International Rally Indonesia | Rifat Sungkar     | Mohamad Herkusuma | Mitsubishi Lancer Evo IV   |           |
| 2003 | 26th Gudang Garam International Rally Indonesia | Rifat Sungkar     | Karel Hailatu     | Mitsubishi Lancer Evo IV   |           |
| 2004 | 27th Gudang Garam International Rally Indonesia | Hery Agung        | Hade Mboi         | Mitsubishi Lancer Evo VI   |           |
| 2005 | 28th Gudang Garam International Rally Indonesia | Jussi Välimäki    | Jarkko Kalliolepo | Mitsubishi Lancer Evo VIII | APRC      |
| 2006 | 29th Gudang Garam International Rally Indonesia | Toshihiro Arai    | Tony Sircombe     | Subaru Impreza WRX STi N12 | APRC      |
| 2007 | 30th Gudang Garam International Rally Indonesia | Jussi Välimäki    | Jarkko Kalliolepo | Mitsubishi Lancer Evo IX   | APRC      |
| 2008 | 31st Gudang Garam International Rally Indonesia | Gaurav Singh Gill | Jagder Singh      | Mitsubishi Lancer Evo IX   | APRC      |
| 2009 | 32nd Gudang Garam International Rally Indonesia | Cody Crocker      | Ben Atkinson      | Subaru Impreza WRX STi N12 | APRC      |
| 2013 | Indonesia Rally                                 | Rizal Sungkar     | Endrue Fasa       | Mitsubishi Lancer Evo X    |           |
| 2014 | Indonesia Rally                                 | Subhan Aksa       | Hade Mboi         | Mitsubishi Lancer Evo X    |           |
| 2015 | Indonesia Rally                                 | Subhan Aksa       | Hade Mboi         | Mitsubishi Lancer Evo X    |           |
| 2019 | Rally of Indonesia                              | Rihan Variza      | Andi Rendy        | Mazda 2 AP4                | APRC      |